# Czarnków (Basse-Silésie)
Pour l’article homonyme, voir Czarnków.
Czarnków est une localité polonaise de la gmina de Legnickie Pole, située dans le powiat de Legnica en voïvodie de Basse-Silésie.